# Comisión de la Comunidad Andina
La Comisión de la Comunidad Andina es un órganos normativo de la Comunidad Andina. Fue creado el 26 de mayo de 1969. Está integrado por los representantes plenipotenciarios de Bolivia, Colombia, Ecuador y Perú (generalmente ministros de Comercio e Integración). Se reúnen en forma ordinaria tres veces al año. Sus funciones formular, ejecutar y evaluar en política integración subregional andina en materia de comercio e inversiones, y coordinar la posición conjunta en materia de su competencia. La presidencia de la Comisión de la Comunidad Andina corresponde, por un año, al representante del país que está a cargo de la presidencia del Consejo Presidencial Andino.

## Presidente de la Comisión de la Comunidad Andina
- Édgar Vásquez Vela (2018-2019)
- Benjamín Juan Carlos Blanco  Ferri (2019)
- Carlos Eduardo Zannier Claros (2019-2020)
- Claribel Sandra Aparicio Ferreira (2020)
- José Manuel Restrepo Abondano (2020-2021)
- María Ximena Lombana (2021)
- Julio José Prado (2021-2022)
- Roberto Sánchez Palomino (Desde 2022)
- Luis Fernando Helguero (2022-2023)
- Juan Carlos Mathews Salazar (2023)
- Benjamin Blanco (2023-2024)
- Huáscar Ajata Guerrero (2024)
- Luis Carlos Reyes (Desde 2024)

## Representantes titulares ante la Comisión de la Comunidad Andina

Viceministro de Comercio Exterior e Integración del Ministerio de Relaciones Exteriores de Bolivia Huáscar Ajata Guerrero
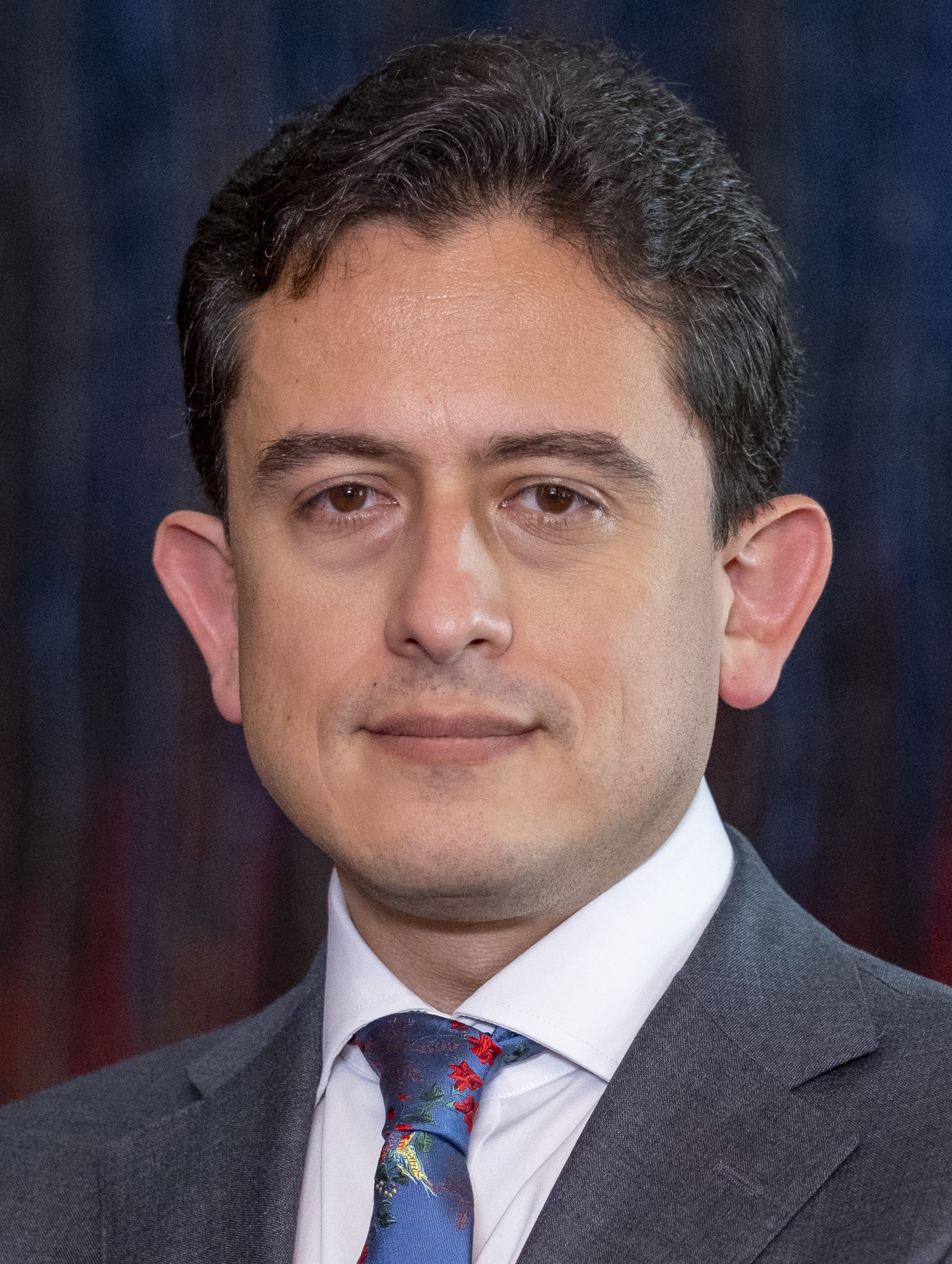
Ministro de Comercio, Industria y Turismo de Colombia Luis Carlos Reyes Presidente de la Comisión (2024-2025)
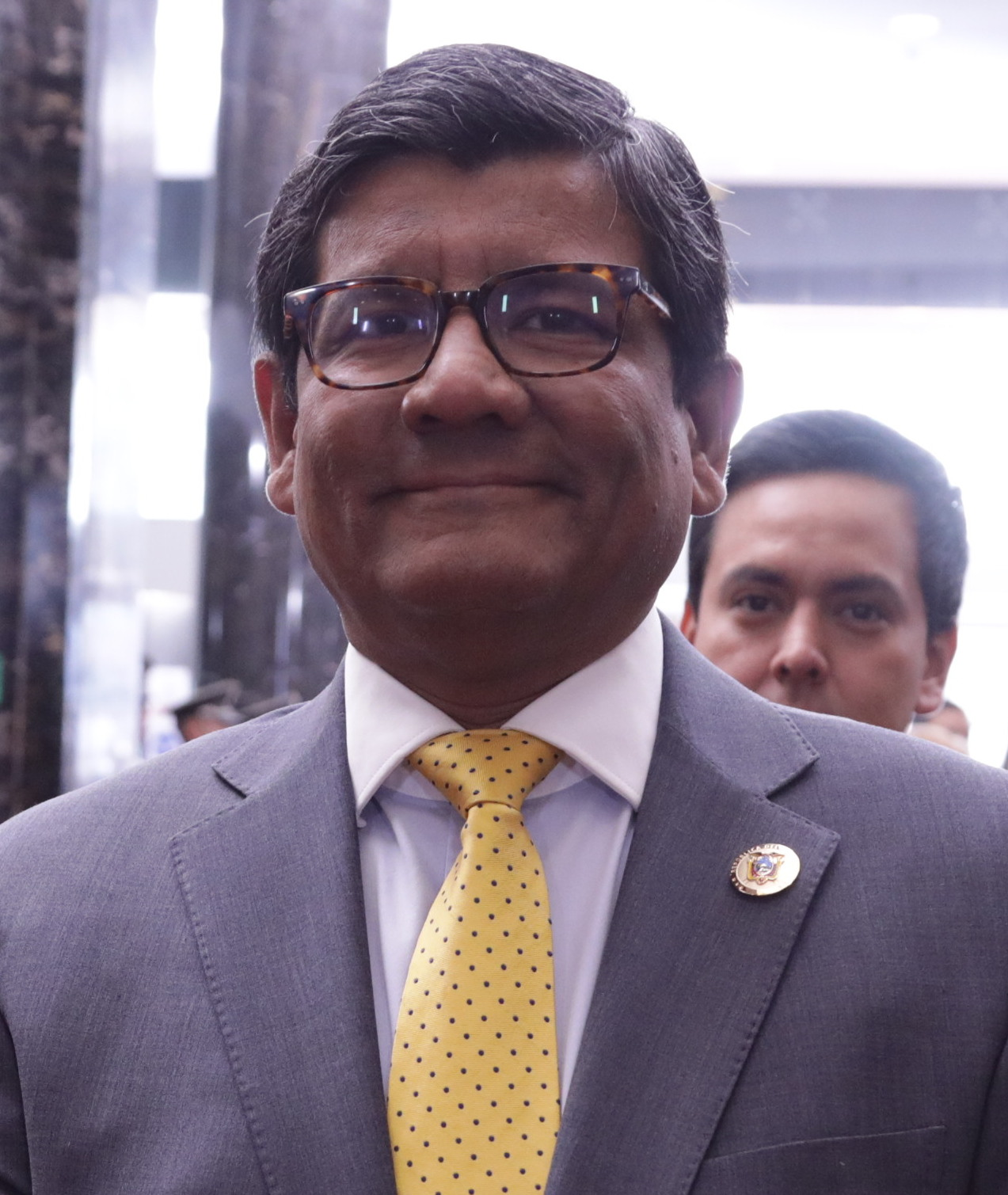
Ministro de Producción, Comercio Exterior, Inversiones y Pesca del Ecuador Luis Alberto Jaramillo
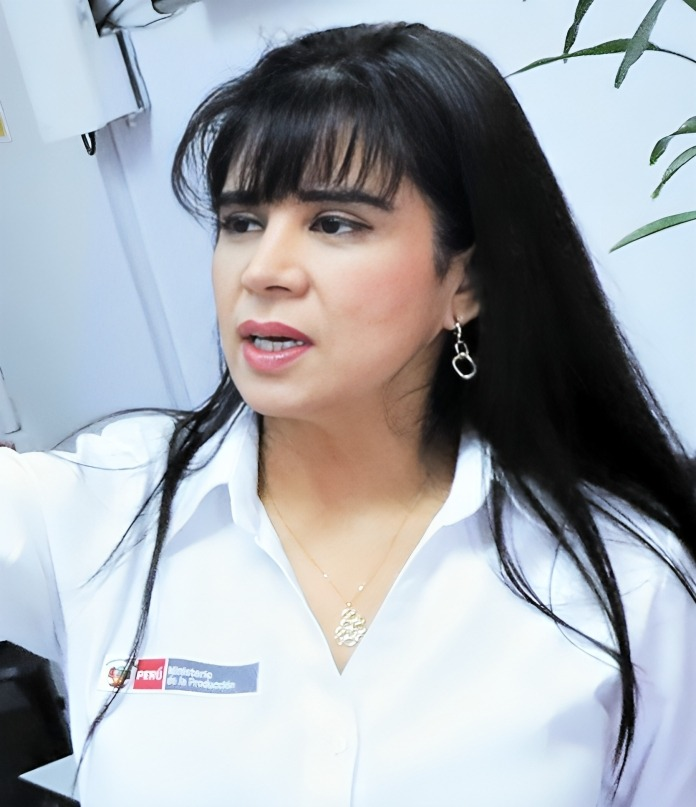
Ministra de Comercio Exterior y Turismo del Perú Úrsula León